# Psarolitia
Psarolitia é um gênero de traça pertencente à família Agonoxenidae.